# 우먼 인 윈도 (영화)
《우먼 인 윈도》(영어: The Woman in the Window)는 2021년 공개된 미국의 스릴러 영화이다. 조 라이트가 감독을, 트레이시 레츠가 각본을 맡았다. AJ. 핀의 동명 소설이 영화의 원작이다. 에이미 애덤스, 줄리앤 무어, 게리 올드먼, 브라이언 타이리 헨리가 출연한다.
기존 2020년 5월 15일에 북미 개봉 예정이었으나, 코로나19 범유행으로 인해 개봉이 무기한 연기되었다. 극장 개봉이 포기되고 넷플릭스를 통해 공개되었다.
폭스 2000가 마지막으로 제작 명단에 오를 작품이다. 디즈니의 21세기 폭스 인수로 인해 폭스 2000은 해체되었다.

## 줄거리
심리학자 안나 폭스는 남편과 딸과 별거 후 맨해튼의 한 건물에서 혼자 살고 있다. 심각한 광장공포증을 앓고 있어 집 밖으로 나가지 못하는 그녀는 창문을 통해 이웃들을 관찰하며 시간을 보낸다. 그러던 중 길 건너편에 새로 이사 온 러셀 가족을 눈여겨보게 되고, 특히 십 대 아들 이든이 아버지에게 학대받고 있다고 생각한다. 어느 날, 안나는 러셀 가족의 엄마 제인과 친해지지만, 얼마 지나지 않아 그녀가 살해당하는 것을 목격한다. 하지만 경찰은 그녀의 말을 믿지 않고, 오히려 안나가 만났던 제인이 다른 사람이라고 주장한다. 
안나는 사건의 진실을 파헤치기 위해 주변 사람들을 의심하기 시작한다. 집 지하에 세들어 사는 데이비드는 무언가를 숨기는 듯하고, 익명의 누군가로부터 그녀가 잠든 사진이 담긴 메일을 받기도 한다. 경찰은 조사 과정에서 안나가 교통사고로 남편과 딸을 잃었다는 사실을 밝히고, 안나가 복용하는 약물로 인해 환각과 망상에 시달린다는 것을 알게 된다. 결국 안나는 자신의 주장이 망상일지도 모른다고 생각하며 수사를 포기하려 한다.
하지만 우연히 찍은 사진 속 와인잔에 비친 진짜 제인의 모습을 발견하고, 안나는 그녀가 이든의 친엄마 케이티라는 사실을 알게 된다. 케이티는 이든에게 접근하기 위해 러셀 가족을 스토킹하고 있었다. 데이비드는 이 사실을 알고도 안나를 돕지 않으려다 이든에게 살해당한다. 이든은 안나에게 자신이 케이티를 죽인 연쇄 살인범임을 밝히고, 안나마저 살해하려 한다. 격렬한 싸움 끝에 안나는 이든을 죽이고, 경찰은 그제서야 사건의 진실을 알게 된다. 결국, 러셀 가족은 케이티 살해 은폐 혐의로 체포된다. 안나는 병원에서 치료를 받고 퇴원한 후, 더 이상 세상이 두렵지 않게 된 채 새로운 삶을 시작한다.

## 출연진
- 에이미 애덤스 - 닥터 애나 폭스
- 줄리앤 무어 - 제인 러셀
- 게리 올드먼 - 앨리스터 러셀
- 브라이언 타이리 헨리 - 리틀 형사
- 와이엇 러셀 - 데이비드
- 앤서니 매키 - 에드 폭스
- 프레드 헤킹거 - 이선 러셀
- 머라이어 보즈먼 - 올리비아 폭스
- 지아니 세랄레스 - 노렐리 형사
- 리자 콜론사바스 - 비나